# Marit Dopheide

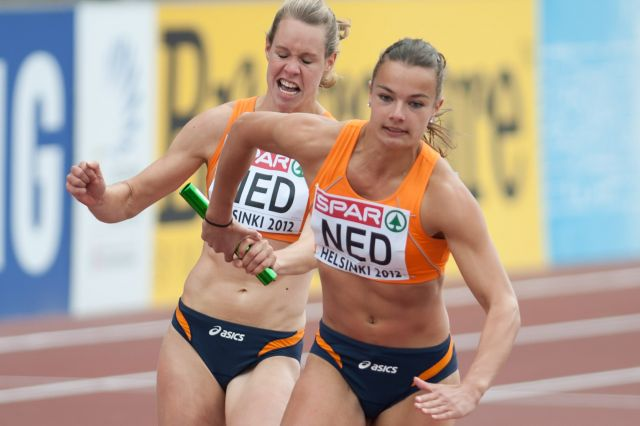
Marit Dopheide y Eva Lubbers durante el Campeonato Europeo de 2012

Marit Dopheide (Santiago, Chile, 28 de diciembre de 1990) es una deportista neerlandesa que compite en atletismo. Ganó una medalla de oro en el Campeonato Europeo de Atletismo en Pista Cubierta de 2021, en la prueba de 4 x 400 m.

## Palmarés internacional
| Campeonato Europeo en Pista Cubierta | Campeonato Europeo en Pista Cubierta | Campeonato Europeo en Pista Cubierta | Campeonato Europeo en Pista Cubierta |
| Año                                  | Lugar                                | Medalla                              | Prueba                               |
| ------------------------------------ | ------------------------------------ | ------------------------------------ | ------------------------------------ |
| 2021                                 | Toruń (Polonia)                      | Medalla de oro                       | 4 x 400 m                            |